# Itihasa
Itihasas är en historisk text som består av fyra huvuddelar: Valmiki-Ramayana, Yogavasishtha, Mahabharata och Harivamsa. Dessa behandlar samma sak som Veda på ett lite enklare sätt. Den förklarar de universella sanningarna genom små historiska berättelser och olika dialoger, talesätt och liknelser. Denna text blev skriven av Valmiki och Vyasa som ett komplement till Upanishaderna och Brahma Sutra, så att även gemene man skulle kunna förstå de annars så filosofiskt abstrakta och svårbegripliga texterna inom hinduismen.
Mahabharata är historien om Pandavas och Kauravas, två nationer i krig med varandra. I denna text återfinns den mycket kända dialogen mellan Krishna och Arjuna, kallad Bhagavad-Gita. Den innehåller etthundratusen verser och påstås traditionellt vara skriven av Dwaipayana Vyasa, men anses numera ha vuxit fram under tiden 800-200 f.Kr.
Ramayana är en episk dikt som handlar om Sri Rama; ”den perfekte mannen”, och består av tjugofyratusen verser, som traditionellt påstås vara skrivna av Valmiki. Nutida historiker anser att det växte fram under tiden 400 f.Kr.-200 e.Kr.